# デニス・ゴデアス
デニス・ゴデアス（Denis Godeas、1975年7月25日 - ）は、イタリア・コルモンス出身の元サッカー選手。現役時代のポジションはFW。
主にセリエBで活躍したストライカーであり、2007-08シーズンのセリエB得点王である。

## 個人タイトル
- セリエB得点王：2007-08

## 所属クラブ
- USトリエスティーナ・カルチョ 1991-1994
- ウディネーゼ・カルチョ 1994-2000

→ ASソラ 1995-1996 (レンタル)
→ ACプラート 1996-1997 (レンタル)
→ USクレモネーゼ 1997-1998 (レンタル)
→ ASリヴォルノ・カルチョ 1998.10-1999.2 (レンタル)
→ トリエスティーナ 1999.2-1999.6(レンタル)
→ デ・フラーフスハップ 1999.9-2000.2 (レンタル)
→ トレヴィーゾFC 2000.2-2000.6 (レンタル)
- FCメッシーナ 2000.9-2002.9
- コモ・カルチョ 2002.9-2003, 2003-2004

→ ASバーリ 2003.1-2003.6 (レンタル)
- トリエスティーナ 2003.8-2006
- USチッタ・ディ・パレルモ 2006.1-2006.6
- ACキエーヴォ・ヴェローナ 2006-2007
- ACマントヴァ 2007.1-2009
- トリエスティーナ 2009-2012
- FBCウニオーネ・ヴェネツィア 2013-2014
- トリエスティーナ 2013-2014
- UFモンファルコーネ 2014-2016
- ルミニャッコ 2016-2017
- UFモンファルコーネ 2017-2018
- トリエスティーナ 2018-2020

→ ASDトリエステ・カルチョ 2019-2020 (レンタル)
- トリエスティーナ 2020-2021